# Paradmarsch
Paradmarsch är en typ av marsch använd som benämning i Sverige. Enligt den svenska definitionen är en paradmarsch en marsch som spelas i ceremoniella sammanhang som hyllning till flagga, fana, standar, konung eller drottning.
Exempel på paradmarscher: Arméns paradmarsch (C. Braun), Marinens paradmarsch f.d. Kungl. Flottans paradmarsch (F. Wagner) och Drottning Viktorias Präsentiermarsch/Försvarsmaktens paradmarsch (okänd).
I Sverige spelas paradmarsch i ett lägre tempo än vanlig marsch: 76-80 steg i minuten.